# Krzysztof Matyjaszewski

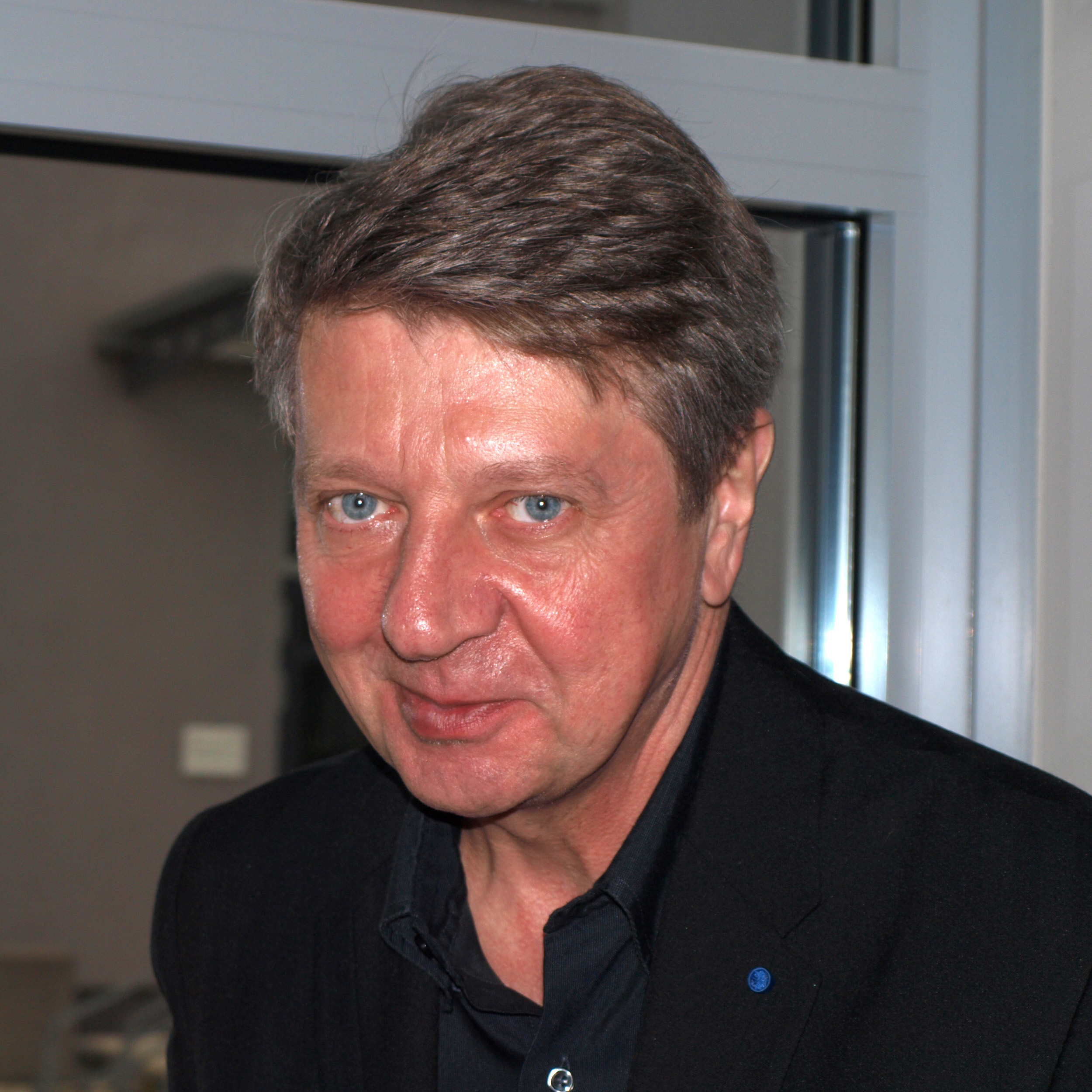
Krzysztof Matyjaszewski am 10. November 2009

Krzysztof „Kris“ Matyjaszewski (* 8. April 1950 in Konstantynów Łódzki, Polen) ist ein polnisch-US-amerikanischer Polymerchemiker.

## Lebenslauf und Werdegang
1972 erwarb Matyjaszewski an der Technischen Universität Moskau sein Diplom in Chemie. An der Polnischen Akademie der Wissenschaften wurde er 1976 bei Stanisław Penczek promoviert.
Von 1977 bis 1978 war Matyjaszewski Post-Doktorand an der University of Florida. Danach ging er zurück nach Polen und wurde wissenschaftlicher Mitarbeiter an der Polnischen Akademie der Wissenschaften. Von 1984 bis 1985 war er zunächst am CNRS in Frankreich als wissenschaftlicher Mitarbeiter und danach als Gast-Professor an der Sorbonne in Paris tätig. Seine Habilitation erhielt Matyjaszewski 1985 an der Technischen Universität Łódź. Danach ging Matyjaszewski in die Vereinigten Staaten und wurde an der Carnegie Mellon University in Pittsburgh zunächst Juniorprofessor (Assistant Professor) und dann außerordentlicher Professor (Associate Professor). Seit 1998 ist er dort auch Direktor am Center for Macromolecular Engineering und Inhaber der J. C. Warner-Professur für Naturwissenschaften. Seit 2001 ist er auch außerordentlicher Professor der Polnischen Akademie der Wissenschaften in Łódź und der University of Pittsburgh.
Matyjaszewski hat sowohl die polnische als auch die US-amerikanische Staatsbürgerschaft. Es ist verheiratet und hat zwei Kinder.

## Arbeitsgebiet

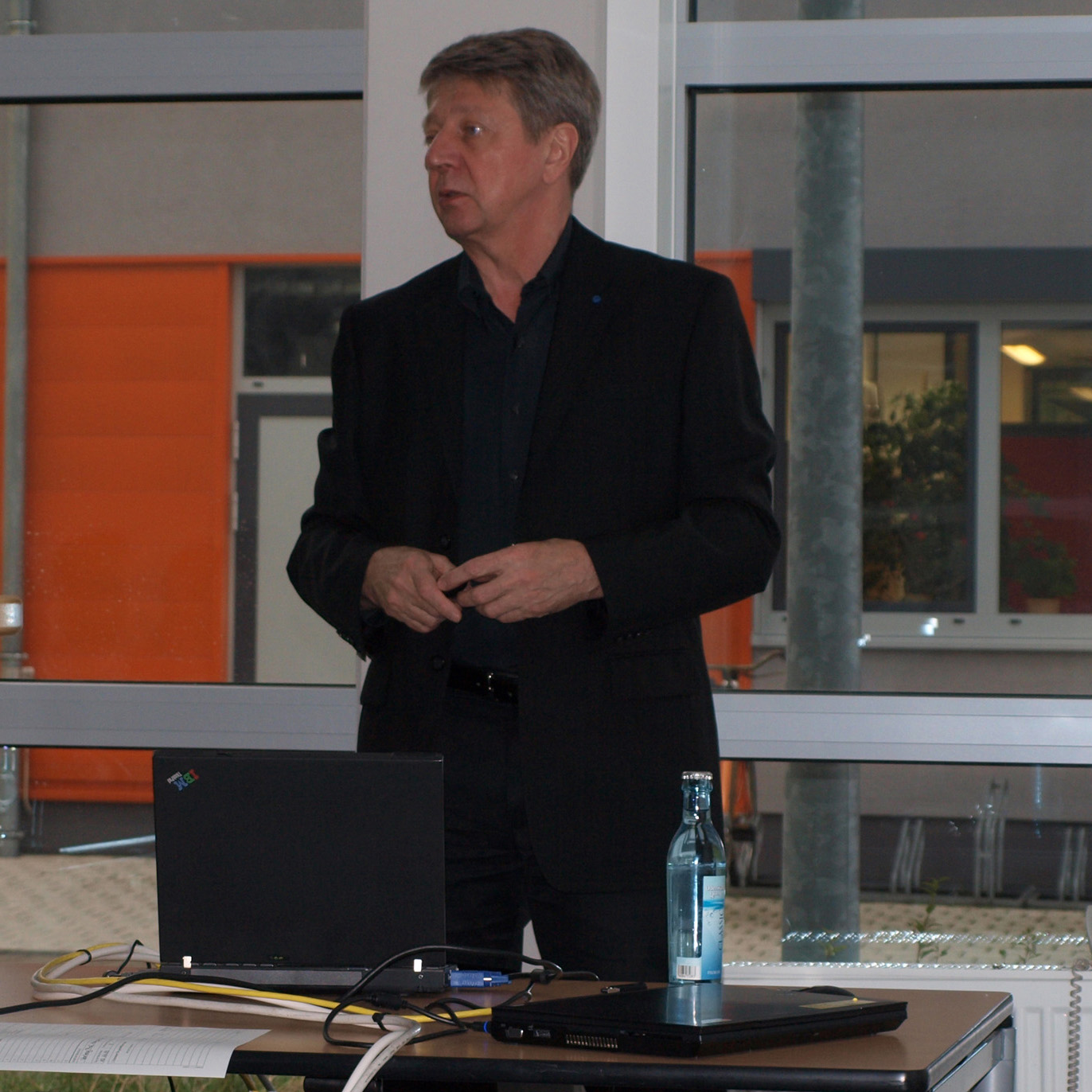
Matyjaszewski bei einem Vortrag

Matyjaszewski ist vor allem auf dem Gebiet der Polymerchemie tätig. 1995 entdeckten er und Mitsuo Sawamoto – fast zeitgleich aber unabhängig voneinander – die Atom Transfer Radical Polymerization (ATRP).

## Veröffentlichungen
Matyjaszewski ist Autor/Mitautor von über 500 Peer-Review-Veröffentlichungen, von 10 Büchern und 79 internationalen Patenten. 2007 war Matyjaszewski in der Rangliste der am meisten zitierten Chemiker auf dem vierten Platz.

### Bücher
- S. Penczek, P. Kubisa und K. Matyjaszewski: Cationic Ring-Opening Polymerization. Springer Verlag, 1980, 156 Seiten, ISBN 3-540-10209-4
- S. Penczek, P. Kubisa und K. Matyjaszewski: Cationic Ring Opening Polymerization. Part II: Synthetic Applications. Springer Verlag, 1985, 317 Seiten, ISBN 3-540-13781-5
- K. Matyjaszewski (Herausgeber): Cationic Polymerizations: Mechanisms, Synthesis, and Applications. Marcel Dekker, 1996, 768 Seiten, ISBN 0-8247-9463-X
- K. Matyjaszewski (Herausgeber): Controlled Radical Polymerization. American Chemical Society, 1998, 484 Seiten, ISBN 0-8412-3545-7
- K. Matyjaszewski (Herausgeber): Controlled/Living Radical Polymerization: Progress in ATRP, NMP, and RAFT. American Chemical Society, 2000, 496 Seiten, ISBN 0-8412-3707-7
- K. Matyjaszewski und T. P. Davis (Herausgeber): Handbook of Radical Polymerization. Wiley-Interscience, 2002, 936 Seiten, ISBN 0-471-39274-X
- K. A. Davis und K. Matyjaszewski: Statistical, Gradient and Segmented Copolymers by Controlled/Living Radical Polymerizations. Springer Verlag, 2002, 203 Seiten, ISBN 3-540-43244-2
- K. Matyjaszewski (Herausgeber): Advances in Controlled/Living Radical Polymerization. American Chemical Society, 2003, 704 Seiten, ISBN 0-8412-3854-5
- K. Matyjaszewski (Herausgeber): Controlled/Living Radical Polymerization: from Synthesis to Materials. American Chemical Society, 2006, 671 Seiten, ISBN 0-8412-3991-6
- K. Matyjaszewski, Y. Gnanou und L. Leibler (Herausgeber): Macromolecular Engineering: from Precise Macromolecular Synthesis to macroscopic Materials Properties and Applications. vier Bände, Wiley-VCH, 2007, 2020 Seiten, ISBN 3-527-31446-6

## Auszeichnungen (Auswahl)
- 1998: Elf Chair der Académie des sciences
- 1999: Humboldt-Forschungspreis for Senior US Scientists
- 2001: Polymeric Materials Science and Engineering Fellow (ACS)
- 2001: Pittsburgh Award (ACS)[4]
- 2002: ACS Award in Polymer Chemistry
- 2002: Ehrendoktorwürde der Universität Gent
- 2004: Cooperative Research Award in Polymer Science and Engineering (ACS)[5]
- 2004: Preis der Fundacja na rzecz Nauki Polskiej ("polnischer Nobel-Preis")[6]
- 2005: Mitglied der Polnischen Akademie der Wissenschaften
- 2005: UK Macro Medal[7]
- 2006: Ehrendoktorwürde der Russischen Akademie der Wissenschaften
- 2007: Herman F. Mark Senior Scholar Award (ACS); (1. Preisträger)[8]
- 2007: Ehrendoktorwürde der Technischen Universität Łódź[9]
- 2009: Presidential Green Chemistry Challenge Award[10][11]
- 2011: Wolf-Preis in Chemie
- 2011: Herman F. Mark Division of Polymer Chemistry Award
- 2011: Auswärtiges Mitglied der Russischen Akademie der Wissenschaften
- 2012: Dannie-Heineman-Preis der Akademie der Wissenschaften zu Göttingen
- 2015: Dreyfus-Preis in Chemie
- 2019: Mitglied der National Academy of Sciences
- 2020: William H. Nichols Medal
- 2023: NAS Award in Chemical Sciences